# Janis Andetokunmbo
Janis Andetokunmbo (Adetokunbo) (gr. Γιάννης Αντετοκούνμπο, Giánnīs Antetokoúnmpo; ur. 6 grudnia 1994 w Atenach) – grecki koszykarz pochodzenia nigeryjskiego, występujący na pozycji silnego skrzydłowego w drużynie Milwaukee Bucks.

## Wczesne życie
Urodził się 6 grudnia 1994 roku w Atenach w Grecji jako syn imigrantów z Nigerii. Trzy lata wcześniej jego rodzice wyprowadzili się z Lagos, pozostawiając pierworodnego syna Francisa pod opieką dziadków. Adetokunbo dorastał w ateńskiej dzielnicy Sepolia. Jego rodzice, jako imigranci, nie mogli łatwo znaleźć pracy, więc Janis i jego starszy brat Thanasis pomagali w handlu zegarkami, torebkami i okularami przeciwsłonecznymi na ulicach. W 2007 roku Adetokunbo zaczął grać w koszykówkę.
Chociaż Adetokunbo i trzej z jego czterech braci urodzili się w Grecji, nie otrzymali automatycznie obywatelstwa greckiego, ponieważ greckie prawo dotyczące obywatelstwa jest zgodne z ius sanguinis. Przez pierwsze 18 lat swojego życia Adetokunbo nie mógł podróżować poza granice kraju i był praktycznie bezpaństwowcem, nie mając dokumentów z Grecji ani Nigerii. Ostatecznie otrzymał obywatelstwo greckie 9 maja 2013 r., niecałe dwa miesiące przed Draftem NBA w 2013, po którym zaczął karierę w NBA.

## Kariera profesjonalna

### Grecja
Andetokunmbo rozpoczął swoją przygodę z koszykówką od gry w młodzieżowych zespołach Filathlitikosu w Grecji. Zawodową karierę zaczął w drugoligowej drużynie seniorskiej Filathlitikosu, występującej w drugiej lidze greckiej w sezonie 2012/13. Gdy skończył 18 lat, w grudniu 2012 roku podpisał czteroletni kontrakt z hiszpańskim klubem CAI Zaragoza. Kontrakt gwarantował mu 250 tysięcy euro rocznie i miał trwać od sezonu 2013/14 do 2016/17, z czego ostatni rok miał być opcjonalny. Kontrakt zawierał także możliwość wykupu, którego mógł dokonać każdy klub grający w Eurolidze lub NBA.
W trakcie sezonu 2012/13 Andetokunmbo w 26 rozegranych meczach notował średnio 9,5 punktu, 5,0 zbiórki, 1,4 asysty, 0,7 przechwytu i 1,0 bloku na mecz. Trafiał przy tym 46,4% rzutów z gry, 31,3% za trzy punkty i 72,0% rzutów osobistych. Został także wybrany przez trenerów do gry w meczu gwiazd ligi greckiej.

### NBA
28 kwietnia 2013 pojawiła się oficjalna informacja o tym, że Andetokunmbo przystąpi do draftu NBA 2013. Został w nim wybrany z 15. numerem przez Milwaukee Bucks. Już 30 czerwca 2013 roku podpisał debiutancki kontrakt z nową drużyną. W nowym klubie zadebiutował 30 października 2013 w spotkaniu z New York Knicks. Zagrał w nim niespełna 5 minut, zdobywając 1 punkt. W całym sezonie rozegrał 77 spotkań, 23 razy wychodząc do gry w pierwszym składzie. Notował średnio 6,8 punktu, 4,4 zbiórki, 1,9 asysty na mecz. Dzięki dobrej grze został wybrany do udziału w meczu debiutantów podczas weekendu gwiazd. 22 maja został wybrany do drugiej piątki najlepszych debiutantów za cały sezon 2013/14.
W kolejnym sezonie Janis kilkukrotnie poprawiał swój rekord kariery w liczbie zdobytych punktów. 9 marca 2015 zdobył 29 punktów w przegranym spotkaniu z New Orleans Pelicans. Wystąpił również w konkursie wsadów, lecz uzyskał w nim najniższy wynik spośród wszystkich czterech startujących zawodników. Opuścił tylko jedno spotkanie, notując średnio 12,7 punktu, 6,7 zbiórki oraz 2,6 asysty na mecz. Bucks awansowali do fazy play-off, gdzie przegrali w pierwszej rundzie z Chicago Bulls 2-4. W związku ze swoim nigeryjskim pochodzeniem, został powołany na spotkanie USA–Africa rozegrane w Johannesburgu.
19 listopada 2015 Andetokunmbo ponownie ustanowił rekord punktowy, rzucając 33 punkty w przegranym meczu z Cleveland Cavaliers. W sezonie 2015/16 został przeniesiony na pozycję rozgrywającego. 22 lutego 2016 zanotował pierwsze w karierze triple-double: 27 punktów, 12 zbiórek i asyst w wygranym spotkaniu z Los Angeles Lakers. Łącznie uzyskał pięć triple-double w tym sezonie. 3 kwietnia 2016 roku zdobył 34 punkty przeciwko Bulls.
Po trzech sezonach spędzonych na zawodowych parkietach, 19 września 2016 Andetokunmbo przedłużył kontrakt z Milwaukee Bucks. Umowa została zawarta na cztery lata i opiewała na kwotę 100 milionów dolarów. W sezonie 2016/17 Janis powrócił na pozycję niskiego skrzydłowego. Przewodził w zespole we wszystkich pięciu kluczowych statystykach (punkty, zbiórki, asysty, przechwyty, bloki); został również pierwszym zawodnikiem w historii, który uplasował się w pierwszej dwudziestce sezonu w każdej z pięciu statystyk. Średnio notował 22,9 punktu, 8,8 zbiórek, 5,4 asyst, 1,9 bloków i 1,6 przechwytów na mecz. Po raz pierwszy w karierze otrzymał nominację do meczu gwiazd NBA, jak również nagrodę dla zawodnika, który poczynił największe postępy w ciągu sezonu. Znalazł się także w drugiej najlepszej piątce oraz drugiej najlepszej defensywnej piątce sezonu 2016/17. Bucks po roku przerwy ponownie awansowali do fazy play-off, gdzie musieli uznać wyższość Toronto Raptors. Andetokunmbo trzykrotnie pobił w serii z Raptors swój rekord kariery pod względem liczby punktów w spotkaniu fazy play-off, zdobywając kolejno 28, 30 i 34 punkty.
W spotkaniu otwierającym sezon 2017/18 Andetokunmbo uzyskał 37 punktów i 13 zbiórek w spotkaniu przeciwko Boston Celtics, a trzy dni później, 21 października 2018, po raz kolejny pobił swój rekord kariery, zdobywając 44 punkty w wygranym meczu z Portland Trail Blazers. Po pierwszych pięciu spotkaniach sezonu miał na koncie 175 punktów, 53 zbiórki i 28 asyst, co stanowi najlepszy start sezonu w historii ligi. 4 grudnia 2017 zdobył 40 punktów w przegranym meczu z Celtics. 15 stycznia 2018 zebrał 20 piłek w spotkaniu z Washington Wizards, czym ustanowił swój rekord kariery w liczbie zbiórek. Został wybrany do startowej piątki meczu gwiazd NBA, w którym reprezentował zespół Stephena Curry'ego. 15 lutego 2018 uzyskał dziewiąte w karierze triple-double, czym pobił rekord należący do Kareem Abdul-Jabbara w liczbie triple-double w barwach Bucks. Po raz kolejny Bucks odpadli w pierwszej rundzie fazy play-off, ulegając Celtics 3-4. Andetokunmbo ponownie znalazł się w drugiej najlepszej piątce sezonu.
24 października 2018 Andetokunmbo uzyskał kolejne triple-double, notując 32 punkty, 18 zbiórek i 10 asyst przeciwko Philadelphii 76ers. Został pierwszym zawodnikiem od czasów Wilta Chamberlaina, który we wszystkich czterech pierwszych spotkaniach sezonu zdobył 25 punktów i 15 zbiórek. Aż sześciokrotnie przekroczył w tym sezonie barierę 40 punktów. W głosowaniu fanów został wybrany kapitanem jednej z drużyn Meczu Gwiazd, który jego zespół przegrał z drużyną LeBrona Jamesa. 17 marca 2019 zdobył rekordowe 52 punkty w przegranym spotkaniu z 76ers. 4 kwietnia, w wygranym spotkaniu z 76ers, zdobył 45 punktów i 13 zbiórek, a Bucks zapewnili sobie pierwsze miejsce w konferencji wschodniej z najwyższym bilansem w całej lidze.
Po sezonie 2018-2019 otrzymał największe indywidualne wyróżnienie w NBA, tytuł NBA Most Valuable Player Award jako trzeci najmłodszy koszykarz w historii NBA (po Derricku Rose i LeBronie Jamesie) i jako piąty w zawodnik, urodzony poza USA. Zajął też drugie miejsce w głosowaniu na obrońcę roku NBA.

## Osiągnięcia
Stan na 1 czerwca 2024, na podstawie realgm.com, archive.fiba.com (ang.), o ile nie zaznaczono inaczej.

### NBA
- Mistrz NBA (2021)[22]
- MVP: 
  - sezonu zasadniczego NBA (2019[23], 2020[24])
  - finałów NBA (2021)[22]
  - meczu gwiazd NBA (2021)[25]
- Największy postęp NBA (2017)[26]
- Najlepszy obrońca roku NBA (2020)[27]
- Uczestnik:
  - meczu gwiazd NBA (2017, 2018, 2019[28], 2020[29], 2021[25], 2022[30], 2023[31], 2024[32])
  - Rising Stars Challenge (2014, 2015)
  - konkursu wsadów (2015)
  - Skills Challenge (2014, 2022[33], 2023[a])
- Zaliczony do:
  - I składu:
    - NBA (2019[35], 2020[36], 2021[37], 2024[38])
    - defensywnego NBA (2019[35], 2020[39], 2021[40], 2022[41])

  - II składu:
    - NBA (2017, 2018[42])
    - defensywnego NBA (2017)[43]
    - debiutantów NBA (2014)[44]

  - składu najlepszych zawodników w historii NBA z okazji obchodów 75-lecia istnienia ligi (2021)[45]
- Zawodnik:
  - miesiąca konferencji wschodniej (marzec 2017)[46]
  - tygodnia konferencji wschodniej (9.02.2015, 5.12.2016, 23.10.2017)

### Reprezentacja
- Uczestnik:
  - mistrzostw:
    - świata (2014 – 9. miejsce, 2019 – 11.miejsce)
    - Europy:
      - 2015 – 5. miejsce
      - U–20 (2013 – 5. miejsce)

  - kwalifikacji olimpijskich (2016 – 3. miejsce)
- Zaliczony do II składu turnieju koszykarskiego igrzysk olimpijskich (2024)[47]
- Lider igrzysk olimpijskich w średniej punktów (2024 – 25,8)[48]

### Inne
- Koszykarz roku Euroscar (2018)[49]

## Statystyki w NBA
Na podstawie Basketball-Reference.com (ang.)

Stan na koniec sezonu 2023/24

### Sezon regularny
| Sezon   | Drużyna   | M   | S5  | MPG  | FG%   | 3P%   | FT%   | RPG  | APG | SPG | BPG | PPG  |
| ------- | --------- | --- | --- | ---- | ----- | ----- | ----- | ---- | --- | --- | --- | ---- |
| 2013/14 | Milwaukee | 77  | 23  | 24,6 | 41,4% | 34,7% | 68,3% | 4,4  | 1,9 | 0,8 | 0,8 | 6,8  |
| 2014/15 | Milwaukee | 81  | 71  | 31,4 | 49,1% | 15,9% | 74,1% | 6,7  | 2,6 | 0,9 | 1,0 | 12,7 |
| 2015/16 | Milwaukee | 80  | 79  | 35,3 | 50,6% | 25,7% | 72,4% | 7,7  | 4,3 | 1,2 | 1,4 | 16,9 |
| 2016/17 | Milwaukee | 80  | 80  | 35,6 | 52,1% | 27,2% | 77,0% | 8,8  | 5,4 | 1,6 | 1,9 | 22,9 |
| 2017/18 | Milwaukee | 75  | 75  | 36,7 | 52,9% | 30,7% | 76,0% | 10,0 | 4,8 | 1,5 | 1,4 | 26,9 |
| 2018/19 | Milwaukee | 72  | 72  | 32,8 | 57,8% | 25,6% | 72,9% | 12,5 | 5,9 | 1,3 | 1,5 | 27,7 |
| 2019/20 | Milwaukee | 63  | 63  | 30,4 | 55,3% | 30,4% | 63,3% | 13,6 | 5,6 | 1,0 | 1,0 | 29,5 |
| 2020/21 | Milwaukee | 61  | 61  | 33,0 | 56,9% | 30,3% | 68,5% | 11,0 | 5,9 | 1,2 | 1,2 | 28,1 |
| 2021/22 | Milwaukee | 67  | 67  | 32,9 | 55,3% | 29,3% | 72,2% | 11,6 | 5,8 | 1,1 | 1,4 | 29,9 |
| 2022/23 | Milwaukee | 63  | 63  | 32,1 | 55,3% | 27,5% | 64,5% | 11,8 | 5,7 | 0,8 | 0,8 | 31,1 |
| 2023/24 | Milwaukee | 73  | 73  | 35,2 | 61,1% | 27,4% | 65,7% | 11,5 | 6,5 | 1,2 | 1,1 | 30,4 |
| Razem   |           | 792 | 727 | 32,8 | 54,5% | 28,6% | 70,2% | 9,8  | 4,9 | 1,1 | 1,2 | 23,4 |

### Play-offy
| Sezon | Drużyna   | M  | S5 | MPG  | FG%   | 3P%   | FT%   | RPG  | APG | SPG | BPG | PPG  |
| ----- | --------- | -- | -- | ---- | ----- | ----- | ----- | ---- | --- | --- | --- | ---- |
| 2015  | Milwaukee | 6  | 6  | 33,5 | 36,6% | 0,0%  | 73,9% | 7,0  | 2,7 | 0,5 | 1,5 | 11,5 |
| 2017  | Milwaukee | 6  | 6  | 40,5 | 53,6% | 40,0% | 54,3% | 9,5  | 4,0 | 2,2 | 1,7 | 24,8 |
| 2018  | Milwaukee | 7  | 7  | 40,0 | 57,0% | 28,6% | 69,1% | 9,6  | 6,3 | 1,4 | 0,9 | 25,7 |
| 2019  | Milwaukee | 15 | 15 | 34,3 | 49,4% | 32,7% | 63,7% | 12,2 | 4,9 | 1,2 | 2,0 | 25,5 |
| 2020  | Milwaukee | 9  | 9  | 30,8 | 55,9% | 32,5% | 58,0% | 13,8 | 5,7 | 0,7 | 0,9 | 26,7 |
| 2021  | Milwaukee | 21 | 21 | 38,1 | 56,9% | 18,6% | 58,7% | 12,8 | 5,1 | 1,0 | 1,2 | 30,2 |
| 2022  | Milwaukee | 12 | 12 | 37,3 | 49,1% | 22,0% | 67,9% | 14,2 | 6,8 | 0,7 | 1,3 | 31,7 |
| 2023  | Milwaukee | 3  | 3  | 30,3 | 52,8% | 0,0%  | 45,2% | 11,0 | 5,3 | 0,3 | 0,7 | 23,3 |
| Razem |           | 79 | 79 | 36,1 | 52,7% | 26,1% | 61,8% | 12,0 | 5,2 | 1,0 | 1,3 | 26,6 |

## Statystyki w Grecka A2 Basket League
| Sezon   | Drużyna      | M  | S5 | MPG  | FG%   | 3P%   | FT%   | RPG | APG | SPG | BPG | PPG |
| ------- | ------------ | -- | -- | ---- | ----- | ----- | ----- | --- | --- | --- | --- | --- |
| 2012/13 | Filathlitkos | 26 |    | 22,5 | 46,4% | 31,3% | 72,0% | 5,0 | 1,4 | 0,7 | 1,0 | 9,5 |

### Rekordy kariery
stan na 24 grudnia 2023
| Statystyka                     | Rekord | Data                 | Przeciwko          |
| ------------------------------ | ------ | -------------------- | ------------------ |
| Punkty:                        | 64     | 13 grudnia 2023      | Indiana Pacers     |
| Asysty:                        | 16     | 19 grudnia 2023      | San Antonio Spurs  |
| Zbiórki:                       | 22     | 28 grudnia 2022      | Chicago Bulls      |
| Zbiórki w ataku:               | 9      | 22 października 2018 | New York Knicks    |
| Zbiórki w obronie:             | 19     | 3 razy               |                    |
| Bloki:                         | 7      | 31 grudnia 2016      | Chicago Bulls      |
| Przechwyty:                    | 5      | 9 razy               |                    |
| Minuty:                        | 53     | 3 marca 2015         | Brooklyn Nets      |
| Celne rzuty z pola:            | 21     | 2 razy               |                    |
| Oddane rzuty z pola:           | 39     | 2 razy               |                    |
| Celne rzuty „za 3”:            | 5      | 19 grudnia 2019      | Los Angeles Lakers |
| Oddane rzuty „za 3”:           | 12     | 4 maja 2021          | Brooklyn Nets      |
| Celne rzuty wolne:             | 24     | 13 grudnia 2023      | Indiana Pacers     |
| Oddane rzuty wolne:            | 32     | 13 grudnia 2023      | Indiana Pacers     |
| Straty:                        | 12     | 4 stycznia 2023      | Toronto Raptors    |
| Na podstawie realgm.com (ang.) |        |                      |                    |

## Życie prywatne
Jest synem imigrantów z Nigerii. Jego matka Veronica trenowała skok wzwyż, a ojciec Charles (zmarły w 2017) był piłkarzem. Trzy lata przed jego urodzeniem jego rodzice przeprowadzili się z Lagos do Aten. Dorastał w ateńskiej dzielnicy Sepolia. W 2013 uzyskał obywatelstwo greckie, do tego czasu był bezpaństwowcem.
Koszykarzami są również jego bracia: Tanasis (Milwaukee Bucks), Kostas (LDLC ASVEL) i Alex (Raptors 905). Ma również czwartego brata, Francisa.
10 lutego 2020 Andetokunmbo i jego partnerka, Mariah Danae Riddlesprigger zostali rodzicami. Ich syn nosi imiona Liam Charles.